# Sublette (Kansas)
Sublette település az Amerikai Egyesült Államok Kansas államában, Haskell megyében, melynek megyeszékhelye is. Lakosainak száma 1413 fő (2020. április 1.).

## Népesség
A település népességének változása:

| 2010 | 1 453 |
| 2020 | 1 413 |